# 多神教優位論
多神教優位論（たしんきょうゆういろん）とは、ユダヤ教・キリスト教・イスラム教など『アブラハムの宗教』とよばれる一神教、もしくはその他の一神教の教えに対し、神道や観音・菩薩・明王などを信仰する北伝仏教のような多神教の優位を説く論である。

## 論の主張内容の概要
多神教優位論者は、「一神教は《唯一の神》を信奉するため他宗教に対し非寛容であると主張し、対して、多神教は多くの神を認めているため他宗教に対し寛容である」と唱えている。
とりわけ、現代の日本では、キリスト教原理主義や反イスラーム主義などの影響で、多神教の「寛容性」を主張し、一神教を「攻撃的」であるとして批判する場合が多い。
日本では、キリスト教国家とイスラーム国家が千年以上にまたがり、己が信ずる「唯一の神」への信仰のために戦争を行ってきたとし、「日本古来の宗教である神道や、外来の宗教ながらも深く日本に根付いた仏教などが、キリスト教・イスラム教と比較し寛容性がある」という主張が一部で支持を集めつつある。梅原猛や養老孟司、藤原正彦、宮崎駿、岸田秀、井沢元彦などは、仏教や神道のキリスト教・イスラム教に対する優位性を説き、一神教を本質的に不寛容であるとしたと小原克博の文献には書かれている。
なお、「多神教である神道および、神道と仏教の混淆」に於いても、江戸期のキリスト教弾圧、明治初期の廃仏毀釈、第二次大戦時における東南アジアでの神社参拝・宮城遥拝の強制など、多くの非寛容性が見られ、どちらがより寛容かという問いは無意味である」との主張があるが、「一神教同士の宗教抗争、および植民地での宗教的理由による殺戮、異端審問や魔女狩りでの犠牲者数とは桁違いであり、単純に『どちらも同じくらい非寛容である』と見るべきではない」という主張もある。
各国の他宗教に対する寛容性において、日本は最低レベルであり、インドでは他宗教の信者と隣人になりたくないと答える割合が高かった。プロテスタント国家とされるアメリカ、カトリックが多いとされるブラジル、ムスリムが多いとされるパキスタンは相対的に寛容である
|                | 他宗教の信者を信頼する(%) | 他宗教の信者も道徳的(%) | 他宗教の信者と隣人になりたくない(%) | 移民・外国人労働者と隣人になりたくない(%) |
| -------------- | ------------------------- | ----------------------- | ----------------------------------- | ----------------------------------------- |
| アメリカ合衆国 | 69.0%                     | 79.8%                   | 3.4%                                | 13.8%                                     |
| ブラジル       | 57.5%                     | 79.1%                   | 3.4%                                | 2.6%                                      |
| パキスタン     | 26.7%                     | 48.8%                   | 23.8%                               | 20.9%                                     |
| インド         | 50.0%                     | 60.7%                   | 28.4%                               | 47.1%                                     |
| 中国           | 9.1%                      | 13.5%                   | 9.2%                                | 12.2%                                     |
| 日本           | 10.1%                     | 12.6%                   | 32.6%                               | 36.3%                                     |

日本人の12.6%が他宗教の信者も道徳的と回答しており、日本では所属する宗教が他宗教より優れた道徳を持つと考える宗教的排他主義が根強い。

## 反論
2009年11月10日、小沢一郎民主党幹事長（当時）が高野山を訪ねた際に、キリスト教、イスラム教が排他的で独善的と述べたことに対し、日本キリスト教連合会は、「キリスト教に対する一面的理解に基づくものであり、その発言こそが排他的で独善的である」と抗議をした。

### 一神教への無理解[要出典]
世俗的適応下における一神教の神は、たとえ、どのような宗教の信徒であっても、さらには、無神論者であっても神は平等に愛を注ぐものであるという思想が生まれうる余地があるという面を無視している。また、神の唯一性を否定する多神教は一神教に比べて他宗教の神の存在を認めやすいとの主張がなされることがあるが、それは他宗教に対する寛容性には直結せず、自身の宗教を受け入れない者や否定的見解を示すものに対して、徹底的な弾圧や排除にかかることが後述に示すとおり存在する。
また、カトリックにおいては非ヨーロッパ社会への布教において先祖の墓参りを認めるなど、その社会の宗教的風俗、慣習を一定程度認める傾向があり、他宗教の風俗、慣習を完全に排除しているわけではない。

### 多神教社会の排他性

#### 仏教
仏教、特に北伝仏教では様々な如来・観音・菩薩等への信仰があり、多神教的な色合いが濃いが、その仏教には下記のような不寛容が多く見られる。
町田宗鳳は「かつて、チベット仏教には激しい宗派対立があり、中国のチベット侵攻はその隙を突いたという一面もある」という内容で、事例を挙げて反対する見解を示した。
日本においては、古代において蘇我氏と物部氏は仏教導入をめぐって対立が起こっており、多神教である神道が最初から仏教を受け入れておらず、仏教を導入するに際しては蘇我氏が物部氏を滅ぼすなど、暴力なしに導入されていない。
中世においては、俗に鎌倉仏教と呼ばれる勢力が台頭したが、日蓮および日蓮宗は法華経に帰依しない仏教宗派等を邪教とみなし、世情の混乱や災害を法華経に帰依しないことにあると主張しており、仏教は他宗派に対して寛容であるとの多神教優位論者とは異なる見解を示している。
『人類は「宗教」に勝てるか』によれば、江戸時代、仏教僧は幕府と一体となって隠れキリシタンの弾圧を行った。また、日蓮宗の不受不施派を権力に従わないものとして弾圧した。
ミャンマーではイスラム教徒であるロヒンギャ族が仏教徒からの激しい弾圧をうけ、難民化している（ロヒンギャ#難民問題の項を参照）

#### 神道
明治維新後は、時の権力は、主流を占める神道を国教化（国家神道）し、国策に適さない神道を教派神道として区分した上で監視をしたほか、仏教、キリスト教に対しても厳しい姿勢で臨んだ。そのことが、大本への弾圧（大本事件）や、浄土真宗への祈祷強制やキリスト教徒への事実上の神社参拝の強制につながっている。また第二次大戦中には東南アジア諸国や南洋諸島で現地住民へ宮城遥拝を義務付けるなどの行為が、特に現地のイスラム教徒の反発を強く買った。このように、多神教であっても、それが国家権力などと結びついたときには他宗教に対しても排他的になりえる。

#### ヒンドゥー教
ヒンドゥー教徒の多いインドはイスラム教国パキスタンとの争いを続けており、他教徒がヒンドゥー教に帰依した場合、カーストにおいて最も低いスードラ（奴隷）の身分に位置付けられる。また、逆に、ヒンドゥー教徒の改宗を阻止するために、ヒンドゥー至上主義者によって、仏教、イスラム教、キリスト教寺院や信者への集団暴行、襲撃が起こっている。

### 多神教徒同士の紛争事例
「スリランカでは主にヒンドゥー教徒のタミル人がスリランカの多数派であり、主に仏教徒であるシンハラ人から（一時は民族浄化も含む）弾圧・抑圧を受け続けている」と町田宗鳳は述べた。
1975年には武力闘争を目的としたタミル・イーラム解放のトラ(LTTE)がタミル人により結成された。一方で、穏健タミル政党であるタミル統一解放戦線は1980年代に入りスリランカ政府から非合法化された。こうしたなかで、1980年代にはタミル人による武装闘争が本格化した。シンハラ人民族主義者によるテロ活動も行われている。